# Nemsdorf-Göhrendorf
Nemsdorf-Göhrendorf település Németországban, azon belül Szász-Anhalt tartományban. Lakosainak száma 826 fő (2023. december 31.). Nemsdorf-Göhrendorf Querfurt, Obhausen, Steigra és Barnstädt községekkel határos.

## Népesség
A település népességének változása:
| Lakosok száma | 885  | 841  | 834  | 817  | 825  | 826  |
|               | 2014 | 2017 | 2019 | 2021 | 2022 | 2023 |